# Haroldius turnai
Haroldius turnai là một loài bọ cánh cứng trong họ Bọ hung (Scarabaeidae).